# CoRoT-2
COROT-2 è una piccola stella nana gialla di sequenza principale, leggermente più fredda del Sole e meno massiccia del Sole. Si trova a 980 anni luce circa di distanza, nella costellazione dell'Aquila. La magnitudine apparente è di 12,5, quindi non può essere vista ad occhio nudo, ma è possibile osservarla attraverso un discreto telescopio amatoriale.
Ha una compagna di classe K9, 2MASS J19270636+0122577, con quale compone un largo sistema binario.

## Sistema planetario
Attraverso la missione COROT si è identificato un pianeta extrasolare orbitante la stella, usando il metodo del transito.
| Pianeta | Massa          | Raggio   | Periodo orb. | Sem. maggiore | Incl. orbita | Scoperta |
| ------- | -------------- | -------- | ------------ | ------------- | ------------ | -------- |
| b       | 3,31 ± 0,16 MJ | 1,465 RJ | 1,743 giorni | 0,0281 UA     | 87,84°       | 2008     |